# Theloderma horridum
Theloderma horridum es una especie de rana de la familia Rhacophoridae. Habitan en Indonesia, Malasia, Singapur y Tailandia. 
Esta especie se encuentra en peligro por la pérdida de su hábitat natural. 